# Júlio Hornay

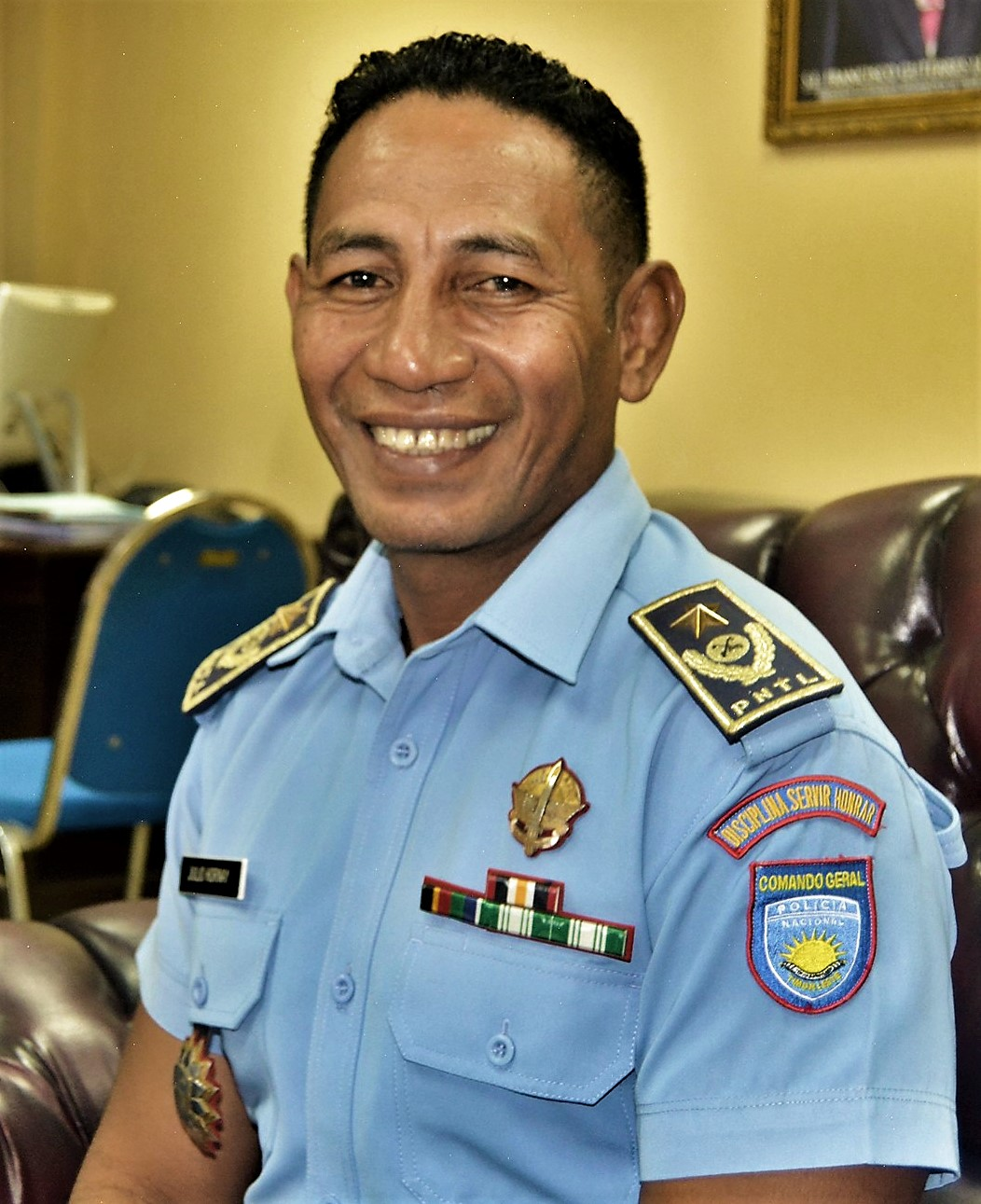
Júlio Hornay (2018)

Júlio da Costa Hornay (* 16. Februar 1967 in Lospalos, Portugiesisch-Timor) ist ein osttimoresischer Polizist. Von 2015 bis 2019 war er Generalkommandant der Nationalpolizei Osttimors (PNTL).

## Herkunft und Familie
Júlio Hornay ist der Sohn von Félix da Costa Hornay und Jacinta Ximenes Hornay, eines von acht Kindern (fünf Jungen und drei Mädchen). Der Vater war zunächst Kolonialsoldat (Cipaio) in portugiesischen Dienst in Luro, widmete sich aber später der Landwirtschaft. Nahe Lospalos baute er Reis an. Der Ertrag reichte, um die Söhne nach Fuiloro auf das Colegio Don Bosco und die Tochter auf das Sta. Teresina Colegio in Ossu zu schicken. Félix war im Widerstand gegen die indonesischen Invasoren aktiv. Er war Assistent des lokalen Verantwortlichen und Delegierter im Regionalrat des Suco Home. Júlios Bruder Gil Hornay fiel im Dezember 1976 im Kampf in der Ebene von Home. Vater Félix starb in tiefer Trauer 1977 an einer Krankheit. Júlio hatte seinen Vater während der Kämpfe geholfen, Verpflegung für die FALINTIL-Kämpfer in die vorderen Linien zu bringen.
Nach dem Fall der Widerstandsbasis am Matebian am 22. November 1978 arbeitete Júlio Hornay im Ärztehaus in Lospalos, um seinen Lebensunterhalt zu verdienen und um zu lernen. Seine Schwester fand, wie andere Mädchen aus Lospalos, Schutz bei den Salesianern in Fatumaca. Später wurde sie Krankenschwester in Lospalos. Sie starb im August 2013.

## Werdegang

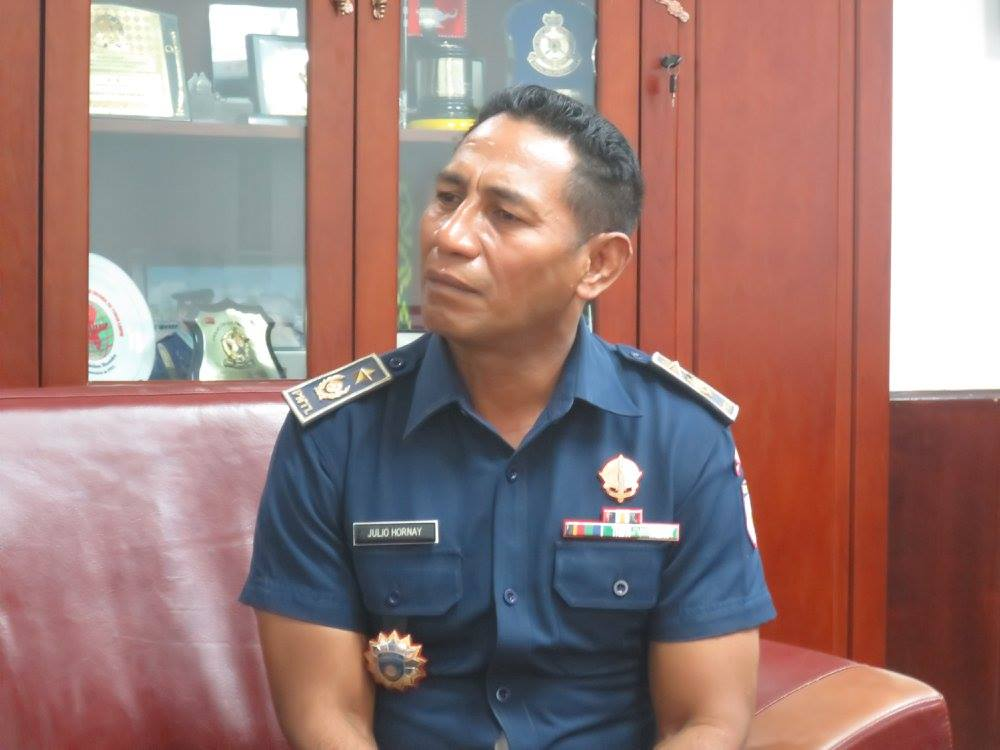
Júlio Hornay (2017)

Zwischen 1971 und 1989, unterbrochen vom Krieg, besuchte Hornay bis zur Sekundarstufe die Schule in Lospalos. Dann studierte er von 1992 bis 1997 an der Universitas Timor Timur. Von 2008 bis 2009 absolvierte Hornay ein Masterstudium an der Universität Brawijaya im indonesischen Malang.
Hornay wurde Mitglied der indonesischen Polizei (POLRI) und erhielt als Rekrut seine Ausbildung an der Eskola Segundu Furiel von 1990 bis 1991. Bis 1992 ging er für die POLDA Tim-Tim auf Streife, dann kam er bis 1999 in die Finanzabteilung der POLDA Tim-Tim. Dazu absolvierte er 1996 einen Gemeindepolizeikurs in Kupang und Finanzkurse von 1996 bis 1999 innerhalb der indonesischen Polizei. Nach Abzug Indonesiens half Hornayab Oktober 1999 bei den Vorbereitungen zur Gründung der PNTL im Jar 2000. Ab Januar 2000 war er Mitglied der Polizeiassistentengruppe der UN-Polizei (UNpol). Am 27. März 2000 wurde die PNTL gegründet, von November bis Januar 2001 war Hornay dann Mitglied des Ermittlungsteams im Distrikt Dili. Februar/März 2001 war er Trainerassistent und im Mai Gast an der Polizeiakademie. Dem folgte der Posten als Assistent des stellvertretenden Direktors der Akademie, von Mai 2002 bis Februar 2004 als stellvertretender Direktor und ab Februar 2004 schließlich Direktor der Polizeiakademie.
Bereits von Juni 2001 bis 2003 war Hornay sechsmal amtsführender Polizeichef Osttimors und 2004 Repräsentant des PNTL-Nationaldirektorats zur Unterstützung der Police Special Reserve Unit (URP) in Cova Lima. Von August 2009 bis August 2010 war Hornay Direktor der Rechtsabteilung und von August 2010 bis November 2013 Generalinspekteur der PNTL. Danach war er Kommandant des Sentru Formasaun Polísia in Comoro. Am 26. März 2015 wurde bekanntgegeben, dass Hornay Longuinhos Monteiro als Polizeichef des Landes folgt. Die Amtsübergabe erfolgte am 27. März. Am 27. März 2019 übernahm Faustino da Costa von Hornay das Amt des Generalkommandanten.

## Auszeichnungen

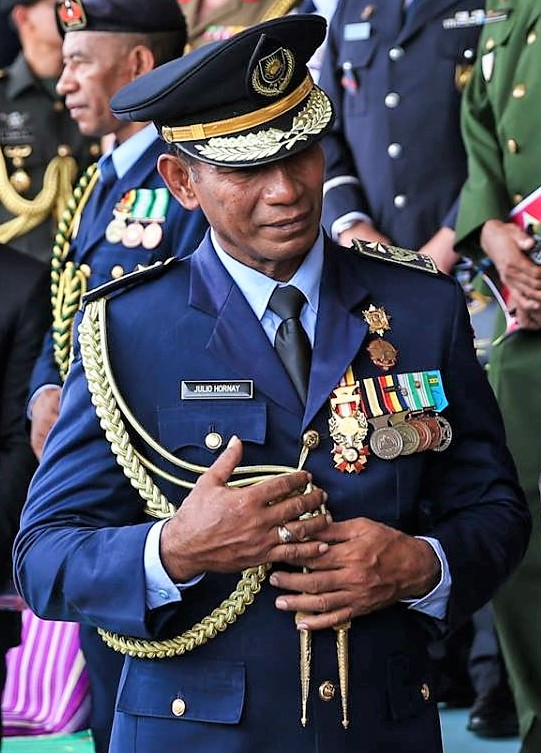
Júlio Hornay am Tag der Amtsübergabe an seinen Nachfolger 2019

Am 29. März 2017 erhielt Hornay den Ordem de Timor-Leste. Davor wurde er ausgezeichnet 2010 mit der Veteranenmedaille für 8- bis 14-Jährige, der Solidaritätsmedaille des Präsidenten der Republik, der Medalha Comando Operação Conjunto von PNTL und Verteidigungskräfte Osttimors (F-FDTL), die Bronzemedaille für vorbildliches Verhalten des Ministers für Verteidigung und Sicherheit am 27. März 2014 und die Silbermedaille für vorbildliches Verhalten des Innenministers am 27. März 2015.